# Raffaëla Paton
 (janvier 2012).
Si vous disposez d'ouvrages ou d'articles de référence ou si vous connaissez des sites web de qualité traitant du thème abordé ici, merci de compléter l'article en donnant les références utiles à sa vérifiabilité et en les liant à la section « Notes et références ».
Raffaëla Paton, née le 1er juin 1983 à Amsterdam, est une chanteuse néerlandaise.

## Biographie
Raffaëla Paton s'installe à Assen, alors qu'elle est une petite fille. Sa mère était une célèbre chanteuse au Suriname. Elle est la nièce de la chanteuse Ruth Jacott, qui a représenté les Pays-Bas au concours Eurovision de la chanson 1993. Elle travaille comme maîtresse d'hôtel dans un restaurant à Emmen.
En 2006, elle participe au télécrochet Idols, adaptation néerlandaise de l'émission Pop Idol, connue sous le nom de Nouvelle Star en France et au Canada. Elles remporte la finale avec 58 % des voix, devançant la favorite  Floortje Smit.
Son premier album Raffaëlla sort le 21 avril 2006. Il contient 12 chansons, qu'elle a chanté au cours de sa participation à Idols et deux nouvelles chansons sur le thème de la grossesse.
En 2012, elle est candidate à la présélection néerlandaise pour l'Eurovision 2012.

## Vie privée
Le 24 août 2006, Raphaëla a accouché d'une fille dénommée Beautifull Hope.